# Proclossiana ossianus
Proclossiana ossianus är en fjärilsart som beskrevs av Herbst 1800. Proclossiana ossianus ingår i släktet Proclossiana och familjen praktfjärilar. Inga underarter finns listade i Catalogue of Life.